# Convention de Carthagène
Pour l’article ayant un titre homophone, voir Carthagène.
La Convention pour la protection et la mise en valeur du milieu marin dans la région des Caraïbes, ou Convention de Carthagène, a été signée à Carthagène (Colombie) le 24 mars 1983.

## Objectif de la Convention
La convention a pour but de promouvoir :
- la lutte contre la pollution
- la protection du milieu
- la coopération en cas de risque environnemental majeur
- l'évaluation des impacts sur l'environnement
- la coopération scientifique et technique

## Protocoles
Dans le cadre de la convention, trois protocoles ont été signés :
- adopté en 1983 et entré en vigueur en 1986
- le protocole relatif aux déversements de pétrole
- le protocole relatif aux aires spécialement protégées et à la faune et la flore (SPAW), adopté en 1990 et entré en vigueur en 2000
- le protocole relatif à la pollution par des sources et des activités terrestres, adopté en 1999.

## États parties à la convention

### Convention ratifié ou y ont accédé
- Antigua-et-Barbuda
- Barbade
- Belize
- Colombie
- Costa Rica
- Cuba
- Dominique
- République dominicaine
- États-Unis
- France
- Grenade
- Guatemala
- Jamaïque
- Mexique
- Pays-Bas
- Nicaragua
- Panama
- Royaume-Uni
- Sainte-Lucie
- Saint-Vincent-et-les-Grenadines
- Trinité-et-Tobago
- Venezuela

### Autres
- Bahamas
- Guyana
- Haïti
- Honduras
- Saint-Christophe-et-Niévès
- Suriname
- Union européenne